# UEFA Women’s Cup 2001/02

Das Wettbewerbs-Logo

Der UEFA Women’s Cup 2001/02 war die erste Ausspielung eines europäischen Meisterwettbewerbs für Frauenfußballvereine. Erster Sieger war der deutsche Meister 1. FFC Frankfurt, der sich durch einen 2:0-Sieg gegen den schwedischen Meister Umeå IK durchsetzte. Die Vertreter aus der Schweiz und aus Österreich schieden bereits in der ersten Runde aus.

## Qualifikation
|                   | Gesamt |                       | Hinspiel | Rückspiel |
| ----------------- | ------ | --------------------- | -------- | --------- |
| FC Codru Chișinău | 18:00  | ŽNK Ilirija Ljubljana | 9:0      | 9:0       |

## Vorrunde
Die Teilnehmer wurden auf acht Gruppen aufgeteilt. Eine Mannschaft der Gruppe richtete das Turnier aus. Die acht Gruppensieger erreichten das Viertelfinale.

### Gruppe 1
Turnier in Trondheim (Norwegen)
| Pl. | Verein            | Sp. | S | U | N | Tore    | Diff. | Punkte |
| --- | ----------------- | --- | - | - | - | ------- | ----- | ------ |
| 1.  | Trondheims-Ørn SK | 3   | 3 | 0 | 0 | 023:100 | +22   | 09     |
| 2.  | FC Bobruichanka   | 3   | 2 | 0 | 1 | 008:800 | ±0    | 06     |
| 3.  | Eendracht Aalst   | 3   | 1 | 0 | 2 | 005:150 | −10   | 03     |
| 4.  | KR Reykjavík      | 3   | 0 | 0 | 3 | 004:160 | −12   | 0      |

| 20. September 2001  |     |                     |
| Trondheims-Ørn SK   | 9:0 | KR Reykjavík        |
| FC Babruyshanka     | 4:1 | KSC Eendracht Aalst |
| 22. September 2001  |     |                     |
| Trondheims-Ørn SK   | 6:1 | FC Babruyshanka     |
| KR Reykjavík        | 3:4 | KSC Eendracht Aalst |
| 24. September 2001  |     |                     |
| KSC Eendracht Aalst | 0:8 | Trondheims-Ørn SK   |
| KR Reykjavík        | 1:3 | FC Babruyshanka     |

### Gruppe 2
Turnier in Sassenheim (Niederlande).
| Pl. | Verein               | Sp. | S | U | N | Tore    | Diff. | Punkte |
| --- | -------------------- | --- | - | - | - | ------- | ----- | ------ |
| 1.  | Rjasan WDW           | 3   | 3 | 0 | 0 | 028:000 | +28   | 09     |
| 2.  | Ter Leede Sassenheim | 3   | 2 | 0 | 1 | 009:400 | +5    | 06     |
| 3.  | AO Kavala            | 3   | 1 | 0 | 2 | 002:200 | −18   | 03     |
| 4.  | ŠKF Žilina           | 3   | 0 | 0 | 3 | 001:160 | −15   | 0      |

| 18. September 2001   |       |                      |
| Rjasan TNK           | 4:0   | Ter Leede Sassenheim |
| AO Kavala            | 2:1   | ŠKF Žilina           |
| 20. September 2001   |       |                      |
| Rjasan TNK           | 11:00 | AO Kavala            |
| Ter Leede Sassenheim | 1:0   | ŠKF Žilina           |
| 22. September 2001   |       |                      |
| ŠKF Žilina           | 00:13 | Rjasan TNK           |
| Ter Leede Sassenheim | 8:0   | AO Kavala            |

### Gruppe 3
Turnier in Umeå (Schweden)
| Pl. | Verein                     | Sp. | S | U | N | Tore    | Diff. | Punkte |
| --- | -------------------------- | --- | - | - | - | ------- | ----- | ------ |
| 1.  | Umeå IK                    | 3   | 3 | 0 | 0 | 010:000 | +10   | 09     |
| 2.  | Sparta Prag                | 3   | 2 | 0 | 1 | 008:100 | +7    | 06     |
| 3.  | Auto-Trade Femina Budapest | 3   | 1 | 0 | 2 | 004:700 | −3    | 03     |
| 4.  | LFC Grand Hotel Varna      | 3   | 0 | 0 | 3 | 000:140 | −14   | 0      |

| 3. Oktober 2001       |     |                       |
| LFC Grand Hotel Varna | 0:4 | Auto-Trade Femina     |
| Umeå IK               | 1:0 | Sparta Prag           |
| 5. Oktober 2001       |     |                       |
| Sparta Prag           | 1:0 | Auto-Trade Femina     |
| Umeå IK               | 3:0 | LFC Grand Hotel Varna |
| 7. Oktober 2001       |     |                       |
| Auto-Trade Femina     | 0:6 | Umeå IK               |
| Sparta Prag           | 7:0 | LFC Grand Hotel Varna |

### Gruppe 4
Turnier in Frankfurt am Main (Deutschland).
| Pl. | Verein              | Sp. | S | U | N | Tore    | Diff. | Punkte |
| --- | ------------------- | --- | - | - | - | ------- | ----- | ------ |
| 1.  | 1. FFC Frankfurt    | 3   | 3 | 0 | 0 | 024:000 | +24   | 09     |
| 2.  | UD Levante          | 3   | 2 | 0 | 1 | 020:200 | +18   | 06     |
| 3.  | FC Codru Chișinău   | 3   | 1 | 0 | 2 | 010:800 | +2    | 03     |
| 4.  | College Sports Club | 3   | 0 | 0 | 3 | 000:440 | −44   | 0      |

| 3. Oktober 2001     |       |                     |
| 1. FFC Frankfurt    | 1:0   | UD Levante          |
| FC Codru Chișinău   | 9:0   | College Sports Club |
| 5. Oktober 2001     |       |                     |
| 1. FFC Frankfurt    | 5:0   | FC Codru Chișinău   |
| UD Levante          | 17:00 | College Sports Club |
| 7. Oktober 2001     |       |                     |
| College Sports Club | 00:18 | 1. FFC Frankfurt    |
| UD Levante          | 3:1   | FC Codru Chișinău   |

### Gruppe 5
Turnier in Helsinki (Finnland).
| Pl. | Verein             | Sp. | S | U | N | Tore    | Diff. | Punkte |
| --- | ------------------ | --- | - | - | - | ------- | ----- | ------ |
| 1.  | HJK Helsinki       | 3   | 3 | 0 | 0 | 014:100 | +13   | 09     |
| 2.  | Torres Terra Sarda | 3   | 2 | 0 | 1 | 010:200 | +8    | 06     |
| 3.  | KÍ Klaksvík        | 3   | 1 | 0 | 2 | 002:900 | −7    | 03     |
| 4.  | USC Landhaus Wien  | 3   | 0 | 0 | 3 | 001:150 | −14   | 0      |

| 3. Oktober 2001    |     |                    |
| Torres Terra Sarda | 1:2 | HJK Helsinki       |
| USC Landhaus       | 1:2 | KÍ Klaksvík        |
| 5. Oktober 2001    |     |                    |
| Torres Terra Sarda | 5:0 | USC Landhaus       |
| HJK Helsinki       | 4:0 | KÍ Klaksvík        |
| 7. Oktober 2001    |     |                    |
| KÍ Klaksvík        | 0:4 | Torres Terra Sarda |
| HJK Helsinki       | 8:0 | USC Landhaus       |

### Gruppe 6
Turnier in Odense (Dänemark)
| Pl. | Verein                  | Sp. | S | U | N | Tore    | Diff. | Punkte |
| --- | ----------------------- | --- | - | - | - | ------- | ----- | ------ |
| 1.  | Odense BK               | 3   | 3 | 0 | 0 | 019:100 | +18   | 09     |
| 2.  | ŽFK Mašinac Classic Niš | 3   | 2 | 0 | 1 | 019:400 | +15   | 06     |
| 3.  | Gatoes FC               | 3   | 1 | 0 | 2 | 009:100 | −1    | 03     |
| 4.  | FC Progrès Niederkorn   | 3   | 0 | 0 | 3 | 000:320 | −32   | 0      |

| 20. September 2001      |       |                         |
| Odense BK               | 3:0   | Gatoes FC               |
| Progrès Niederkorn      | 00:11 | ŽFK Mašinac Classic Niš |
| 22. September 2001      |       |                         |
| Odense BK               | 13:00 | Progrès Niederkorn      |
| Gatoes FC               | 1:7   | ŽFK Mašinac Classic Niš |
| 24. September 2001      |       |                         |
| ŽFK Mašinac Classic Niš | 1:3   | Odense BK               |
| Gatoes FC               | 8:0   | Progrès Niederkorn      |

### Gruppe 7
Turnier in Ayr (Schottland). Ursprünglich sollte das Turnier in Toulouse (Frankreich) ausgetragen werden. Durch die Explosion einer Fabrik wurde das Stadion in Toulouse stark beschädigt.
| Pl. | Verein                   | Sp. | S | U | N | Tore    | Diff. | Punkte |
| --- | ------------------------ | --- | - | - | - | ------- | ----- | ------ |
| 1.  | FC Toulouse              | 3   | 2 | 1 | 0 | 009:200 | +7    | 07     |
| 2.  | Legend-Cheksil Chernigov | 2   | 1 | 1 | 0 | 004:400 | ±0    | 04     |
| 3.  | Ayr United               | 3   | 0 | 3 | 0 | 006:600 | ±0    | 03     |
| 4.  | NK Osijek                | 3   | 0 | 1 | 2 | 005:120 | −7    | 01     |

| 2. November 2001 |     |                |
| Toulouse FC      | 1:0 | Legend Cheksil |
| ZNK Osijek       | 3:3 | Ayr United     |
| 4. November 2001 |     |                |
| Toulouse FC      | 6:0 | ZNK Osijek     |
| Legend Cheksil   | 1:1 | Ayr United     |
| 6. November 2001 |     |                |
| Ayr United       | 2:2 | Toulouse FC    |
| Legend Cheksil   | 3:2 | ZNK Osijek     |

### Gruppe 8
Turnier in Bern (Schweiz)
| Pl. | Verein          | Sp. | S | U | N | Tore    | Diff. | Punkte |
| --- | --------------- | --- | - | - | - | ------- | ----- | ------ |
| 1.  | Arsenal LFC     | 3   | 3 | 0 | 0 | 013:100 | +12   | 09     |
| 2.  | FC Bern         | 3   | 2 | 0 | 1 | 010:500 | +5    | 06     |
| 3.  | KS AZS Wrocław  | 3   | 1 | 0 | 2 | 009:500 | +4    | 03     |
| 4.  | Hapoel Tel Aviv | 3   | 0 | 0 | 3 | 000:210 | −21   | 0      |

| 1. Oktober 2001 |     |                 |
| Arsenal LFC     | 4:0 | FC Bern         |
| Hapoel Tel Aviv | 0:7 | KS AZS Wrocław  |
| 3. Oktober 2001 |     |                 |
| Arsenal LFC     | 7:0 | Hapoel Tel Aviv |
| FC Bern         | 3:1 | KS AZS Wrocław  |
| 5. Oktober 2001 |     |                 |
| KS AZS Wrocław  | 1:2 | Arsenal LFC     |
| FC Bern         | 7:0 | Hapoel Tel Aviv |

## Viertelfinale
|                   | Gesamt |                  | Hinspiel | Rückspiel |
| ----------------- | ------ | ---------------- | -------- | --------- |
| Odense BK         | 1:5    | 1. FFC Frankfurt | 0:3      | 1:2       |
| FC Toulouse       | 3:2    | Arsenal LFC      | 1:1      | 2:1       |
| Trondheims-Ørn SK | 2:3    | HJK Helsinki     | 2:1      | 0:2       |
| Umeå IK           | 7:2    | TNK Rjasan       | 4:1      | 3:1       |

## Halbfinale
|             | Gesamt |                  | Hinspiel | Rückspiel |
| ----------- | ------ | ---------------- | -------- | --------- |
| Umeå IK     | 3:1    | HJK Helsinki     | 2:1      | 1:0       |
| FC Toulouse | 1:2    | 1. FFC Frankfurt | 1:2      | 0:0       |

## Finale
| 1. FFC Frankfurt                                 | 1. FFC Frankfurt | Umeå IK | Umeå IK |
| ------------------------------------------------ | --- | --- | ------- |
| 1. FFC Frankfurt                                 | \| Finale \| \| 23. Mai 2002 in Frankfurt am Main (Waldstadion) \| \| Ergebnis: 2:0 (0:0) \| \| Zuschauer: 12.106 \| \| Schiedsrichterin: Kateriina Elorvita ( Finnland) \|                                                                                     | \| Finale \| \| 23. Mai 2002 in Frankfurt am Main (Waldstadion) \| \| Ergebnis: 2:0 (0:0) \| \| Zuschauer: 12.106 \| \| Schiedsrichterin: Kateriina Elorvita ( Finnland) \|                                                                               | Umeå IK |
| 1. FFC Frankfurt                                 | Marleen Wissink – Tina Wunderlich, Jutta Nardenbach, Steffi Jones, Sandra Minnert; Katrin Kliehm (78. Jennifer Meier), Nia Künzer, Renate Lingor, Louise Hansen (86. Bianca Rech), Pia Wunderlich; Birgit Prinz (90. Judith Affeld) Cheftrainerin: Monika Staab | Sofia Lundgren – Anna Paulson, Marlene Sjöborg, Hanna Marklund, Maria Bergqvist, Malin Moström, Therese Kapstad (79. Emma Lindqvist), Anna Sjöström, Lotta Runesson (76. Maria Nordbrandt), Sofia Eriksson, Linda Dahlqvist Cheftrainer: Richard Holmlund | Umeå IK |
| 1. FFC Frankfurt                                 | 1:0 Steffi Jones (68.) 2:0 Birgit Prinz (89.) | | Umeå IK |
| Finale                                           | | |         |
| 23. Mai 2002 in Frankfurt am Main (Waldstadion)  | | |         |
| Ergebnis: 2:0 (0:0)                              | | |         |
| Zuschauer: 12.106                                | | |         |
| Schiedsrichterin: Kateriina Elorvita ( Finnland) | | |         |